# The Spanish Gardener
The Spanish Gardener (Almas em Conflito ou O Jardineiro Espanhol) é um romance escrito por Archibald Joseph Cronin. Publicado em 1950.

## Sinopse
Cronin coloca em tese mais uma vez o conflito pessoal dos personagens. Um garoto tem por dito pelo pai que sua mãe não existe, vive sem amigos até conhecer um simpático jardineiro espanhol. O pai com ciúmes da relação e até com falta de confiança (se é que já não se encaixa no ciúmes), duvidando até de propósitos de moléstia sexual dos dois amigos, busca provas equivocadas para a relação do filho com o psicanalista que não se deixa por um casa sem defeitos aparentemente e um mordomo fiel que descobre-se um grande canalha. E farão de tudo para prejudicar esta amizade.